# Saint-Seurin-de-Palenne
 Saint-Seurin-de-Palenne  es una población y comuna francesa, situada en la región de Poitou-Charentes, departamento de Charente Marítimo, en el distrito de Saintes y cantón de Pons.

## Geografía
Se encuentra en la regio oeste del país, cerca de las costas del océano atlántico, en un suelo compuesto por tierra arcillosa y terrazas aluviales en donde los principales cultivos son la vid y los cereales.

## Demografía
| 157 | 145 | 128 | 138 | 164 | 149 |
| Para los censos de 1962 a 1999 la población legal corresponde a la población sin duplicidades (Fuente: INSEE [Consultar]) |     |     |     |     |     |